# ロドルフォ・アルアバレーナ
ロドルフォ・マルティン・アルアバレーナ（Rodolfo Martín Arruabarrena, 1975年6月20日 - ）は、アルゼンチン・ブエノスアイレス州出身の元サッカー選手、現サッカー指導者。現役時代のポジションは左サイドバック。スペイン国籍も保持している。

## 経歴

### クラブ

#### ボカ・ジュニアーズ
ボカ・ジュニアーズの下部組織出身で、1993年にトップチームデビュー。アペルトゥーラ1996はCAロサリオ・セントラルにレンタル移籍し、ボカ復帰後にレギュラーポジションを獲得した。アペルトゥーラ1998とクラウスーラ1999でリーグ優勝し、2000年にはコパ・リベルタドーレスで優勝している。ボカでは通算178試合に出場して7得点を記録した。

#### ビジャレアル
2000年、スペイン・プリメーラ・ディビシオンのビジャレアルCFに移籍した。移籍初年度の2000-01シーズンは37試合に出場し、2005-06シーズンまでは不動のレギュラーとして、時にはキャプテンを務めた。2003年と2004年にはUEFAインタートトカップで優勝し、2005-06シーズンにはUEFAチャンピオンズリーグに出場。ビジャレアルは初出場ながらグループリーグを突破し、決勝トーナメント1回戦のレンジャーズFC（スコットランド）戦と準々決勝のインテル（イタリア）戦でゴールを決めている。しかし、2006-07シーズンは若手のホセ・エンリケにポジションを奪われ、2006-07シーズン終了後にはスペイン代表のジョアン・カプデビラが加入し、ライバルが増えた。

#### 選手生活の晩年
2007年5月3日、ギリシャ・スーパーリーグのAEKアテネFCと2年契約（3年目の契約オプション付き）を結んだ。年俸は80万ユーロ。アルアバレーナはギリシャでキャリアを続けることの決定的な要因として、スペイン人のロレンソ・セラ・フェレール監督の存在と、かつてアトレティコ・マドリードでプレーしたデミス・ミコライディスの存在を挙げている。同時期には元ブラジル代表のリバウドもAEKに加入し、彼のデビュー戦ではアルアバレーナがリバウドの得点をアシストした。UEFAカップのヘタフェCF（スペイン）戦ではイスマエル・ブランコの得点をアシストした。2007-08シーズンは25試合に出場したが、シーズン中盤に深刻な怪我を負った。2008年7月29日、ゲオルゴス・ドニス監督はアルアバレーナがチームの構想外であると発表した。
2008年には母国に帰国し、CAティグレと契約した。2010年にはチリのウニベルシダ・カトリカでプレーした。

### 代表
世代別アルゼンチン代表でも何試合かに出場し、アルゼンチンA代表としては6試合に出場している。1994年のチリ戦でアルゼンチンA代表デビューし、1995年までに計4試合に出場。2000年2月23日のイングランド戦で5年ぶりの代表キャップを記録し、その後は2006年9月までは代表に招集されることがなかったが、アルフィオ・バシーレ監督によってスペインとの親善試合で6年ぶりの代表キャップを記録した。2007年2月のフランスとの親善試合にも招集され、4月18日のチリとの親善試合でもベンチ入りしたが、これらの試合で出場機会はなく、2006年のスペイン戦が最後の出場となった。

## 代表での年別出場記録
出典
| アルゼンチン代表 | 国際Aマッチ | 国際Aマッチ |
| 年               | 出場        | 得点        |
| ---------------- | ----------- | ----------- |
| 1994             | 3           | 0           |
| 1995             | 1           | 0           |
| 1996             | 0           | 0           |
| 1997             | 0           | 0           |
| 1998             | 0           | 0           |
| 1999             | 0           | 0           |
| 2000             | 1           | 0           |
| 2001             | 0           | 0           |
| 2002             | 0           | 0           |
| 2003             | 0           | 0           |
| 2004             | 0           | 0           |
| 2005             | 0           | 0           |
| 2006             | 1           | 0           |
| 通算             | 6           | 0           |

## タイトル

### クラブ
ボカ・ジュニアーズ
- アルゼンチン・プリメーラ・ディビシオン : 1998-99A, 1998-99C
- コパ・リベルタドーレス : 2000
- コパ・オーロ : 1993

ビジャレアル
- UEFAインタートトカップ : 2003, 2004

ウニベルシダ・カトリカ
- チリ・プリメーラ・ディビシオン : 2010

### 代表
U-23アルゼンチン代表
- パンアメリカン競技大会 : 1995